# İsmail Beyazidi
İsmail Beyazidi (kurdisch: Îsmaîlê Bazîdî; * 1654 in Ağrı, Doğubeyazıt, Osmanisches Reich; † 1709 ebenda) war ein Dichter und Schriftsteller der klassischen Kurdischen Literatur.

## Leben und Wirken
Beyazidi studierte Religions- und Literaturwissenschaften bei Ehmedê Xanî. Xanî beeinflusste Beyazidis Gedichte maßgeblich. Er verfasste ein Wörterbuch mit dem Titel Gulzar, das in den drei Sprachen Kurdisch, Persisch und Arabisch abgefasst war und besonders der Bildung von Kindern diente.

## Werke
- Gulzar